# 닭다리

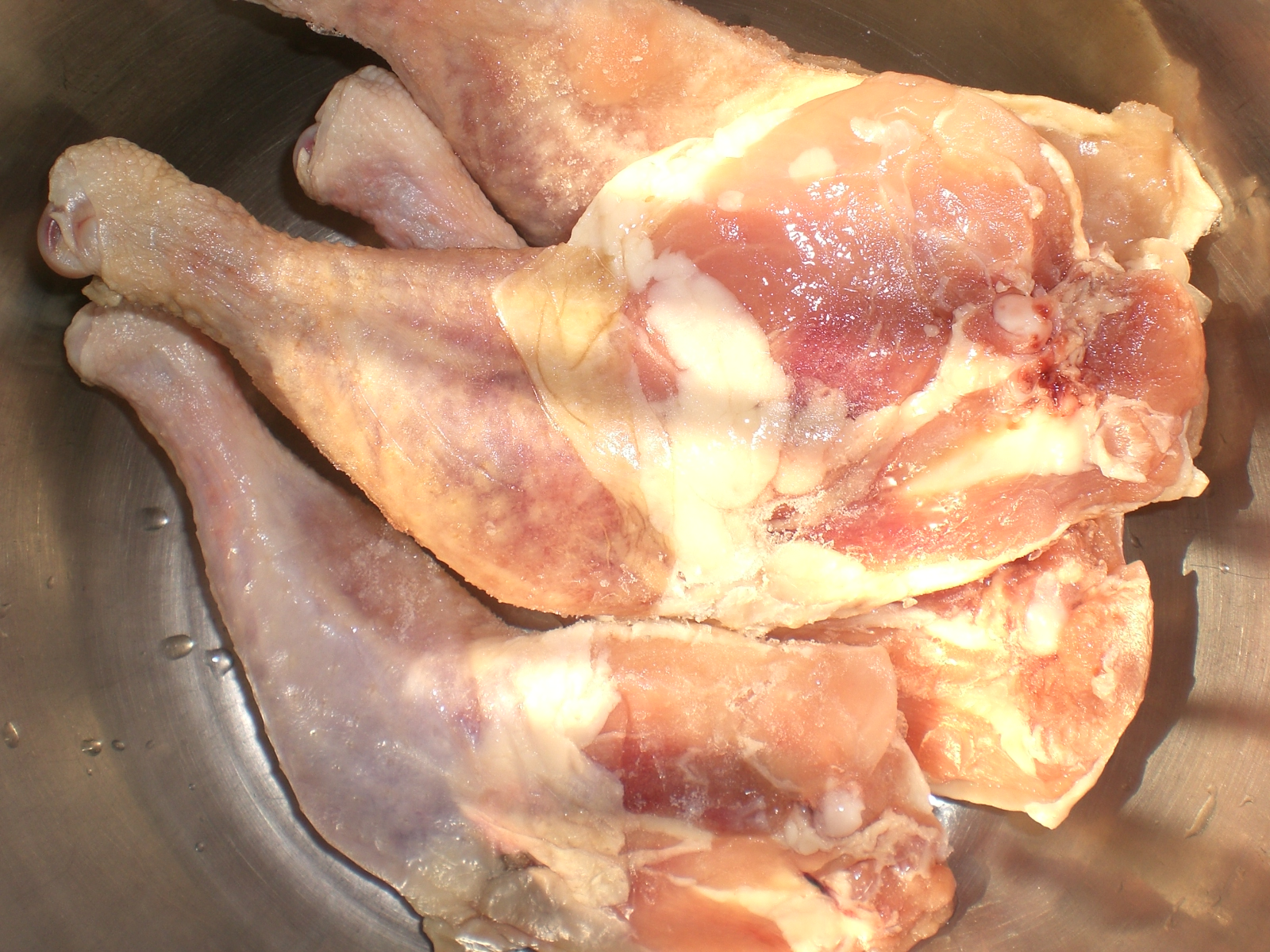
닭다리

닭다리는 닭고기 다리 부위이다. 넓적다리와 북채를 포함하며, 닭발은 포함하지 않는다. 대한민국에서는 닭 한 마리를 통틀어 가장 인기가 많은 부위에 속한다.

## 같이 보기
- 개구리 다리
- 닭날개
- 사태